# 內特爾克里克 (伊利諾伊州)
內特爾克里克（英語：Nettle Creek）是位於美國伊利諾伊州格蘭迪縣的一個非建制地區。該地的面積和人口皆未知。

## 地理
內特爾克里克的座標為41°26′33″N 88°34′41″W / 41.44250°N 88.57806°W，而該地的平均海拔高度為206米（即676英尺）。